# Đảo Maria
Đảp Maria là một hòn đảo núi ngoài khơi bờ biển phía đông của Tasmania. Toàn bộ hòn đảo là một vườn quốc gia. Vườn quốc gia đảo Maria có tổng diện tích 115,50 km ² trong đó bao gồm một khu vực biển 18,78 km ², ngoài khơi bờ biển phía tây bắc của hòn đảo. Hòn đảo này có chiều dài khoảng 20 km từ bắc xuống nam và rộng nhất, khoảng 13 km về phía tây sang đông. Tại điểm gần nhất (điểm Lesueur), hòn đảo nằm 4 km ngoài khơi bờ biển phía đông của Tasmania. Eo biển giữa đảo và bờ biển phía đông của đại lục Tasmania Maria được gọi là Mercury Passage và được đặt theo tên các con tàu HMS Mercury, chỉ huy bởi John Henry Cox, người đã đưa thuê bao khu vực vào năm 1789. Có hai thị trấn trong phần này của bờ biển phía Đông: Orford tại cửa sông Prosser và Triabunna, khoảng tám km về phía bắc ở phần đầu của vịnh Spring.